# Europese kampioenschappen kyokushin karate 1987
De Europese kampioenschappen kyokushin karate 1987 waren door de International Karate Organization (IKO) georganiseerde kampioenschappen voor kyokushinkai karateka's. De vierde editie van de Europese kampioenschappen vond plaats in het Poolse Katowice.

## Resultaten
| Gewichtsklasse | Goud           | Zilver           | Brons                       |
| -------------- | -------------- | ---------------- | --------------------------- |
| Lichtgewicht   | Wlodzmierz Roj | Josef Borza      | Harald Skog Eric Wentink    |
| Middengewicht  | Peter Smit     | Nick Da Costa    | Stanislaw Gwidz Istvan Bodi |
| Zwaargewicht   | Michel Wedel   | Michael Thompson | Andy Hug Gabor Peko         |